# Мяршлой
Мяршлой (чечен. Маьршалой) — чеченский тайп, согласно традиционному делению входит в тукхум шатой. Мяршлой издревле имели свой ареал в горном регионе Чечни на территории нынешнего Шатойского района.

## Топономия
В Шатойском районе Чечни имеется река Мяршлой-Эхк, название которой связано с наименованием тайпа.

## Расселение
Чеченский исследователь-краевед, педагог и народный поэт А. С. Сулейманов, зафиксировал представителей тайпа в следующих населённых пунктах: Алхан-Юрт, Гойты, Новые Атаги, Шатой. Родовым аулом является Маршен-кели (ныне в составе Асланбек-Шерипово).

## Общие сведения
Известным представителем тайпа мяршлой являлся мулла Янгульбай Хасанов — просветитель, кадий села Гойты. Он вместе с Кеди Досовым был информатором П. Услара в исследовании чеченского языка и в создании чеченской грамматики (1862 г.). Учил детей читать по-чеченски в первой светской школе, открытой Усларом в крепости Грозной в июне 1862 года.